# Nolly
Nolly es una miniserie biográfica británica de tres episodios, creada por Russell T Davies, protagonizada por Helena Bonham Carter como la estrella de la telenovela Crossroads, Noele Gordon. La serie se estrenó el 2 de febrero de 2023 en la nueva plataforma de transmisión ITVX y posteriormente en ITV.

## Sinopsis
La serie rastrea el gran éxito de la estrella de televisión Noele «Nolly» Gordon, y luego la traición y el despido repentino que siguió.

## Elenco
- Helena Bonham Carter como Noele Gordon
- Max Brown como Michael Summerton
- Antonia Bernath como Jane Rossington
- Bethany Antonia como Poppy Ngomo
- Mark Gatiss como Larry Grayson
- Emily Butcher como Fiona Fullerton
- Augustus Prew como Tony Adams
- Richard Lintern como Ronnie Allen
- Chloe Harris as Susan Hanson
- Clare Foster como Sue Lloyd
- Lloyd Griffith como Paul Henry
- Con O'Neill como Jack Barton
- Tim Wallers como Charles Denton

## Producción
Nolly es el primer proyecto de Quay Street Productions, una productora asociada a ITV que dirige Nicola Shindler, con quien el director, Russell T Davies, ha trabajado durante veinte años. En noviembre de 2021, se anunció que Helena Bonham Carter interpretaría a Noele Gordon en la serie de tres episodios.
En junio de 2022, se anunció que Augustus Prew interpretaría a Tony Adams y Mark Gatiss interpretaría a Larry Grayson. También se unieron al elenco Richard Lintern, Antonia Bernath, Bethany Antonia, Clare Foster, Chloe Harris, Lloyd Griffith, Con O'Neill y Tim Wallers..
La filmación tuvo lugar en Mánchester y sus alrededores. En mayo de 2022, se vio a Bonham Carter filmando en Salford Lads 'Club en Ordsall. El elenco y el equipo fueron vistos en Bolton en Le Mans Crescent.
ITV compartió un primer vistazo a Bonham Carter caracterizada como Noele Gordon en junio de 2022.

## Episodios
| N.º | Título       | Director   | Guionista        | Primera emisión      |
| --- | ------------ | ---------- | ---------------- | -------------------- |
| 1 | «Episodio 1» | Peter Hoar | Russell T Davies | 2 de febrero de 2023 |
| Noele Gordon ha sido la estrella de la serie insignia de ITV, Crossroads, como la propietaria de un motel, Meg Mortimer... pero en 1981, en el apogeo de su fama, es despedida.         |              |            |                  |                      |
| 2 | «Episodio 2» | Peter Hoar | Russell T Davies | 2 de febrero de 2023 |
| Con su salida de Crossroads acercándose, Nolly está desesperada por saber cómo será su vida y teme que su personaje, Meg, pueda morir.                                                  |              |            |                  |                      |
| 3 | «Episodio 3» | Peter Hoar | Russell T Davies | 2 de febrero de 2023 |
| Para salvar su carrera, Nolly vuelve al escenario en uno de los papeles más difíciles del teatro. Aquella mujer llena de dudas, ¿podrá demostrar que sus detractores están equivocados? |              |            |                  |                      |

## Estreno y recepción
La serie se estrenó el 2 de febrero de 2023 en la nueva plataforma de transmisión ITVX y posteriormente en el canal de televisión ITV.
En Rotten Tomatoes el 100% de 14 críticas son positivas para la miniserie, con una calificación promedio de 7.7/10. El consenso de los críticos afirma: "«Animada por la actuación espectacular de Helena Bonham Carter y el delicioso diálogo de Russell T. Davies, Nolly le da a una estrella caída su alegre primer plano». En Metacritic, tiene una calificación promedio de 79 sobre 100 basada en 9 reseñas de críticos, lo que indica «reseñas generalmente favorables».

## Cruce con elDoctor Who
En octubre de 2023, Davies confirmó que los especiales del 60.º aniversario de Doctor Who incluirían un «crossover dentro del universo» y enfatizó que los eventos del programa serían considerados «verdaderamente canónicos». El episodio titulado The Giggle incluyó a John Mackay como John Logie Baird, el hombre que puso a Gordon en televisión, con un enfoque particular en las transmisiones iniciales de Baird usando Stooky Bill.

## Premios y nominaciones
Davies ganó el premio al Mejor Guion en los premios BAFTA Cymru de 2023, y Bonham Carter fue nominada a Mejor Actriz en los Premios de Televisión de la Academia Británica de 2024.